# Lecaniobius cockerellii
Lecaniobius cockerellii is een vliesvleugelig insect uit de familie Eupelmidae. De wetenschappelijke naam is voor het eerst geldig gepubliceerd in 1896 door William Harris Ashmead. De soort komt voor op Antigua en is genoemd naar de ontdekker, prof. Theodore Dru Alison Cockerell. Het is de typesoort van het geslacht Lecaniobius.